# Dasybasis nemopunctata
Dasybasis nemopunctata är en tvåvingeart som först beskrevs av Ricardo 1914.  Dasybasis nemopunctata ingår i släktet Dasybasis och familjen bromsar. Inga underarter finns listade i Catalogue of Life.